# Tomorowo Taguchi
Tomorowo Taguchi (田口トモロヲ?, Taguchi Tomorowo; Tokyo, 30 novembre 1957) è un attore, regista e cantante giapponese.
Ha interpretato oltre cento film, lavorando con registi quali Shōhei Imamura, Shinya Tsukamoto, Sion Sono e Takashi Miike. È il leader del gruppo musicale Bachikaburi.

## Carriera
Debuttò nel 1986, con il cortometraggio The Phantom of Regular Size, diretto da Shinya Tsukamoto. L'anno successivo interpretò un ruolo nel mediometraggio Le avventure del ragazzo del palo elettrico, diretto sempre da Tsukamoto, quindi nel 1989 fu nel cast di Guinea Pig: Android of Notre Dame, quinto film della celebre e controversa serie horror-splatter. Sempre nel 1989, Tomorowo Taguchi si fece conoscere definitivamente grazie a Tetsuo, diretto da Shinya Tsukamoto, e al remake Tetsuo II: Body Hammer.
Dopo aver interpretato altri film horror quali All Night Long e Angel Dust, nel 1995 Taguchi iniziò un duraturo sodalizio con il regista Takashi Miike, interpretando il ruolo di un mafioso taiwanese omosessuale in Shinjuku Triad Society, primo film di una trilogia chiamata Black Society Trilogy, composta anche da Rainy Dog e da Ley Lines: si tratta di una trilogia anomala, in quanto le trame dei film non sono collegate tra di loro e l'unica cosa ricorrente è proprio l'attore, che interpreta tutti i film della trilogia. Taguchi interpretò altri film di Miike, come Full Metal Yakuza, Dead or Alive, Andromedia e Like a Dragon.
L'attore ha collaborato anche con Sion Sono (Strange Circus), Nagisa Ōshima (Tabù - Gohatto) e Ataru Oikawa (Tomie).
Nel 1997 vinse un Japanese Professional Movie Awards, per le sue interpretazioni in Green e in Dangan ranna, mentre nel 1998 vinse il premio come miglior attore non protagonista al Mainichi Film Concours, per L'anguilla e per Tetto Musashino-sen.
Nel 2003 esordì nella regia cinematografica, dirigendo il film drammatico Iden & Tity.

## Filmografia parziale

### Attore
- The Phantom of Regular Size (Futsu saizu no kaijin) (cortometraggio) di Shinya Tsukamoto (1986)
- Le avventure del ragazzo del palo elettrico (Denchu Kozo no boken) (mediometraggio) di Shinya Tsukamoto (1987)
- Tetsuo di Shinya Tsukamoto (1989)
- Tetsuo II: Body Hammer di Shinya Tsukamoto (1992)
- All Night Long (Ooru naito rongu) di Katsuya Matsumura (1992)
- Angel Dust (Enjeru dasuto) di Gakuryū Ishii (1994)
- Shinjuku Triad Society (Shinjuku kuroshakai: Chaina mafia sensō) di Takashi Miike (1995)
- Rainy Dog (Gokudō kuroshakai) di Takashi Miike (1997)
- L'anguilla (Unagi) di Shōhei Imamura (1987)
- Full Metal Yakuza (Full Metal gokudō) di Takashi Miike (1987)
- Ley Lines (Nihon kuroshakai) di Takashi Miike (1999)
- Tomie di Ataru Oikawa (1999)
- Dead or Alive (Deddo oa araibu: Hanzaisha) di Takashi Miike (1999)
- Tabù (Gohatto) di Nagisa Ôshima (1999)
- Dead or Alive 2: Birds (Dead or Alive 2: Tōbōsha) di Takashi Miike (2000)
- A Snake of June (Rokugatsu no hebi) di Shinya Tsukamoto (2002)
- 11 settembre 2001 (11'09"01 - September 11) (episodio: Giappone di Shōhei Imamura) (2002)
- Strange Circus (Kimyō na sākasu) di Sion Sono (2006)
- Akihabara@Deep, regia di Takashi Minamoto (2006)
- Like a Dragon (Ryū ga kotoku: Gekijōban) di Takashi Miike (2007)
- Zeni Geba (epi 1-2) (2009)
- Gantz - L'inizio, regia di Shinsuke Sato (2011)
- Gantz Revolution - Conflitto finale, regia di Shinsuke Sato (2011)
- Kueki ressha, regia di Nobuhiro Yamashita (2012)
- Love Life, regia di Kōji Fukada (2022)

### Regista
- Iden & Tity (2003)

### Doppiatore
- Shadows of the Damned (2011), videogioco - Elliot

## Doppiatori italiani
Nelle versioni in italiano nelle opere in cui ha recitato, Tomorowo Taguchi è stato doppiato da:
- Massimo Lodolo in Tabù - Gohatto